# Contea di Ürümqi
La contea di Ürümqi (乌鲁木齐县S, Wūlǔmùqí XiànP) è una contea della Cina, situata nella regione autonoma di Xinjiang e amministrata dalla prefettura di Ürümqi.